# Belfast (Maine)
Belfast település az Amerikai Egyesült Államok Maine államában, Waldo megyében, melynek megyeszékhelye is. Lakosainak száma 6938 fő (2020. április 1.).

## Népesség
A település népességének változása:

| 2010 | 6 668 |
| 2020 | 6 938 |